# SN 2006dy
SN 2006dy – supernowa typu Ia odkryta 25 lipca 2006 roku w galaktyce NGC 5587. W momencie odkrycia miała maksymalną jasność 16,60m.